# Isaak Iselin

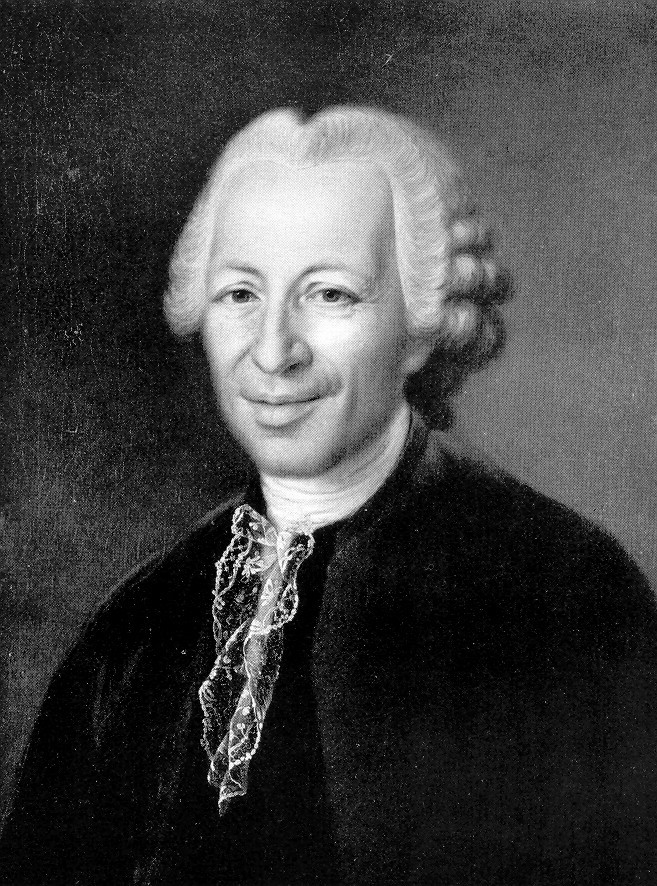
Isaak Iselin.

Isaak Iselin, född den 7 mars 1728 i Basel, död där den 15 juli 1782, var en schweizisk filosof.
Iselin blev 1754 medlem av Stora rådet i sin fädernestad samt 1756 rådets sekreterare. Han utgav bland annat Geschichte der Menschheit (2 band, 1764–1770; 5:e upplagan 1786), hans främsta verk. Hans biografi skrev av August von Miaskowski (1875).